# Rechtsbekwaamheid
Rechtsbekwaamheid of genotsbekwaamheid (respectievelijk in het Frans: capacité juridique en capacité de jouissance ) houdt in dat men een rechtssubject is, titularis van rechten en plichten.  

## België
In België zijn alle personen, zowel natuurlijke personen als rechtspersonen, in beginsel rechtsbekwaam. Het Nationaal Congres, de grondwetgevende vergadering van België, schafte in 1831 de burgerlijke dood af (artikel 18 van de Belgische Grondwet). Bij de burgerlijke dood werd de persoon vogelvrij verklaard, wat impliceerde dat de persoon ontnomen werd van zijn rechtspersoonlijkheid, waardoor de vogelvrijverklaarde rechtsonbekwaam werd. Rechtsbekwaamheid impliceert altijd rechtspersoonlijkheid, die op zijn beurt altijd rechtssubjectiviteit impliceert.
Het toepassingsgebied van de rechtsbekwaamheid is bij natuurlijke personen echter ruimer dan bij rechtspersonen, in die zin dat de rechtsbekwaamheid van de rechtspersoon beperkt wordt door zijn maatschappelijk doel en eventuele wettelijke uitsluitingsgronden.
Zaken zijn rechtsonbekwaam, met inbegrip van dieren. Ze hebben geen rechten of plichten. Dierenrechten bestaan, in tegenstelling tot wat vaak gedacht wordt, in het Belgisch recht niet. Dit belet niet dat dieren (als roerende goederen) door de wetgeving inzake dierenwelzijn beschermd worden, maar uit deze wettelijke bepalingen put het dier geen subjectieve rechten aangezien het dier zelf rechtsonbekwaam is. Vroeger waren dieren wél rechtsbekwaam, omdat ze strafrechtelijk vervolgd konden worden. Zo kon een paard dat een mens gedood had, berecht worden voor moord.
Hetzelfde principe geldt voor landschappen, rivieren, monumenten en dergelijke. Ze hebben rechten noch plichten.